# Lehmann Aviation LA500
Lehmann Aviation LA500 — серія безпілотних літальних апаратів розробки і виробництва французької компанії Lehmann Aviation призначених для безлічі польових задач, починаючи від картування до гірничодобувної промисловості, будівництва і точного землеробства. Модель представлена у липні 2016 року як продовження серії L-A моделей компанії.

## Варіанти
Серія представлена трьома повністю автоматичними (для людей без досвіду пілотування дронів) легкими (1250 гр) літакіма для трьох основних напрямків: 
- LA500 для гірничого видобутку та будівництва
- LA500-AG для точного землеробства
- LA500-RTK для високоточного відображення та DEM[1].

## Конструкція
Літальний апарат виготовлений за схемою літаюче крило. Шасі в конструкції відсутнє, так як легка вага апарата дозволяє здійснювати посадку без пошкоджень апарата. Літак має знімні закінцівки, щоб спростити транспортування. Нові безпілотники також мають зйомні закінцівки крила для полегшення транспортування. Планер виготовлено з алюмінію, вуглецевого волокна та екстудованого поліпропілену (EPP) і має характерну модульну конструкцію, яка дозволяє замінювати або модернізувати будь-яку частину безпілотного літака без зміни всієї системи. Система автопілота, крило і підвіс для камери на кожній моделі можуть бути замінені на більш продуктивні в міру вдосконалення технології в найближчі роки.

## Характеристики
Діапазон польотів можливий до 25 км при польотному часі до 45 хвилин. Модем з розширеним діапазоном дії дозволяє весь час залишатися на зв'язку. Модель LA500-RTK призначена для картографування високої точності. Модель LA500-AG призначена для сільського господарства і виділяється мультиспектрального датчиком Parrot Sequoia для моніторингу сільськогосподарських культур. Безпілотник запускається з руки та здійснює автономну посадку, має знімні крила з розмахом 116 см. При вазі до 1,25 кг безпілотники приводяться в рух  електричним безщітковим двигуном з допомогою штовхаючого повітряного гвинта. При крейсерській швидкості від 20 до 80 км/год безпілотники все-таки не можуть літати під дощем або снігом.
| Технічні характеристики      | LA500                                             |
| ---------------------------- | ------------------------------------------------- |
| Радіус дії                   | до 25 км                                          |
| Крейсерська швидкість        | 20-80 км/год                                      |
| Стеля                        | 3 500 м                                           |
| Час польоту                  | 30 хв (батарея 3000mAh) / 45 хв (батарея 4000mAh) |
| Вага                         | до 1500 гр                                        |
| Корисна навантаження         | 250 гр (до 400 гр з обмеженим часом польоту)      |
| Розмах крила                 | 116 см                                            |
| Обмеження по швидкості вітру | до 45 км / год                                    |
| Температурні умови           | від –25 °C до +60 °C                              |
| Запуск                       | Запуск з руки                                     |
| Посадка                      | Автономна (без парашута)                          |
| Контроль                     | Повністю автономний політ                         |
| Шлях польоту                 | Попередньо запрограмований                        |

## Корисне навантаження
LA500, LA500-AG і LA500-RTK працюють з Sony α6000 (24,3 мегапіксельний сенсор APS-C), мультиспектральними Sequoia (тільки LA500-AG), тепловими камерами Flir View Pro і GoPro Hero4, які дозволяють знімати зображення в радіусі до 25 км і протягом 45 хвилин часу польоту. Всі безпілотники серії L-A запускаються вручну. Вони автоматично дотримуються попередньо запрограмованої траєкторії польоту, однак наземний контроль може бути взятий оператором у будь-який час. Апарати самостійно приземляються.
Всі дрони Lehmann запрограмовані та керовані за допомогою програмного забезпечення Lehmann OperationCenter. Нове програмне забезпечення розроблене для використання на сенсорних пристроях з керуванням під Windows 10.